# Eurus Ridge
Eurus Ridge (englisch) ist ein Gebirgskamm im ostantarktischen Viktorialand. In der Olympus Range ragt er zwischen dem Cerberus Valley und dem Clio-Gletscher auf.
Das New Zealand Geographic Board benannte ihn 1998 nach der Euros, dem Gott des Ostwinds aus der griechischen Mythologie.